# Valeriu Popescu
Valeriu Popescu (Bukarest, 1938. december 1. – 2005. november 18.) román színész. 

## Élete és pályafutása
1962-ben végezte el a Ion Luca Caragiale Színművészeti Intézetet (IATC).

## Filmszerepei
- Belle – Stranger 1973
- Sztrogoff Mihály – Iwan Ogareff (1975, tévésorozat)
- Cinéma 16 – Doru (1979, tévésorozat)
- Les amours des années folles – Hazym (1980, tévésorozat)
- Salut champion – Kovacs (1981, tévésorozat)
- Les enquêtes du commissaire Maigret – Popaul (1981, tévésorozat)
- Caméra une première – L'homme des rivages (1981, tévésorozat)
- Liszt Ferenc – Heine (1982, tévésorozat)
- De bien étranges affaires – L'homme (1982, tévésorozat)
- Jesuit Joe 1991
- For Ever Mozart 1996
- Faimosul paparazzo 1999